# 陈独秀墓
陈独秀墓是中国共产党的创始人陈独秀的墓地，位于安徽省安庆市大观区十里乡。现为全国重点文物保护单位。

## 历史沿革
1942年5月27日晚，陈独秀在四川江津病逝，由于经济拮据，家属无力将其归葬安庆，只能由当地士绅、生前友好资助，6月1日葬于县城大西门外鼎山麓康庄。1947年2月，陈独秀三子陈松年根据父亲遗愿，将其归葬于安庆北门叶家冲（现属十里铺），与元配夫人高晓岚合冢。墓碑上刻“先考陈公乾生之墓”（乾生为陈独秀参加科考时用名）。文化大革命期间，家人不敢前去扫墓，墓地逐渐被草木湮没。
1979年10月，陈独秀诞辰100周年时，由安庆市政府补助经费，以其四个儿子延年、乔年、松年、鹤年的名义重修墓地，碑文为“陈公仲甫字独秀、母高太夫人合葬之墓”。1982年，安庆市政府将陈独秀墓列入市级文物保护单位名单，并重修墓冢。1998年5月，安徽省政府批准陈独秀墓为省级文物保护单位，此后有关部门投资1300万元，对陈独秀墓进行全面修缮。现墓园面积达1058.85平方米。墓体坐北朝南，由墓冢、墓碑、墓台、护栏、墓道构成。墓碑上刻“陈独秀先生之墓”七个大字。

## 实用信息
门票价格：人民币10元（依据 安庆市物价局 价管字〔2005〕97号 文件）